# St-Martin (Baillé)

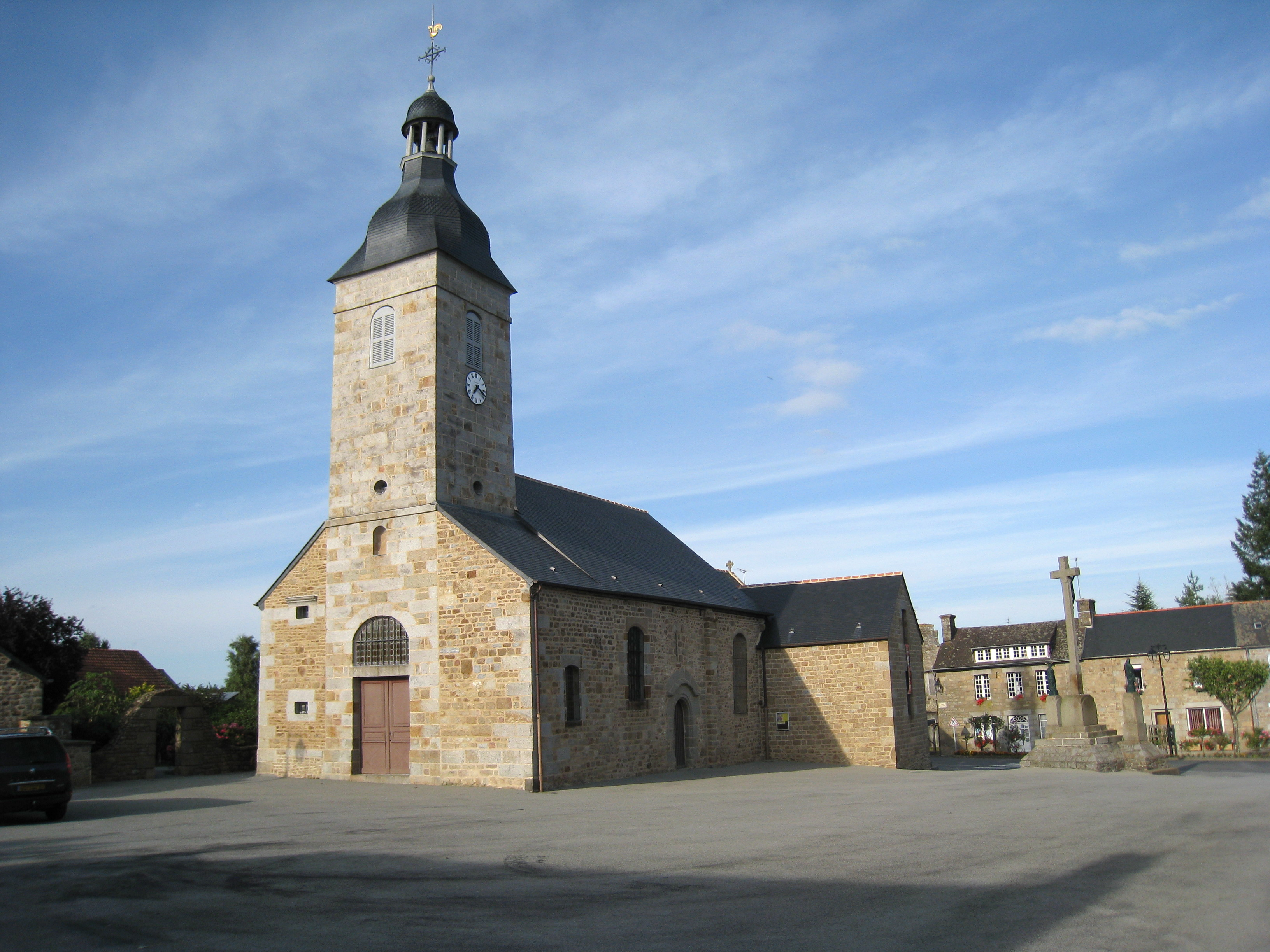
Kirche St-Martin in Baillé

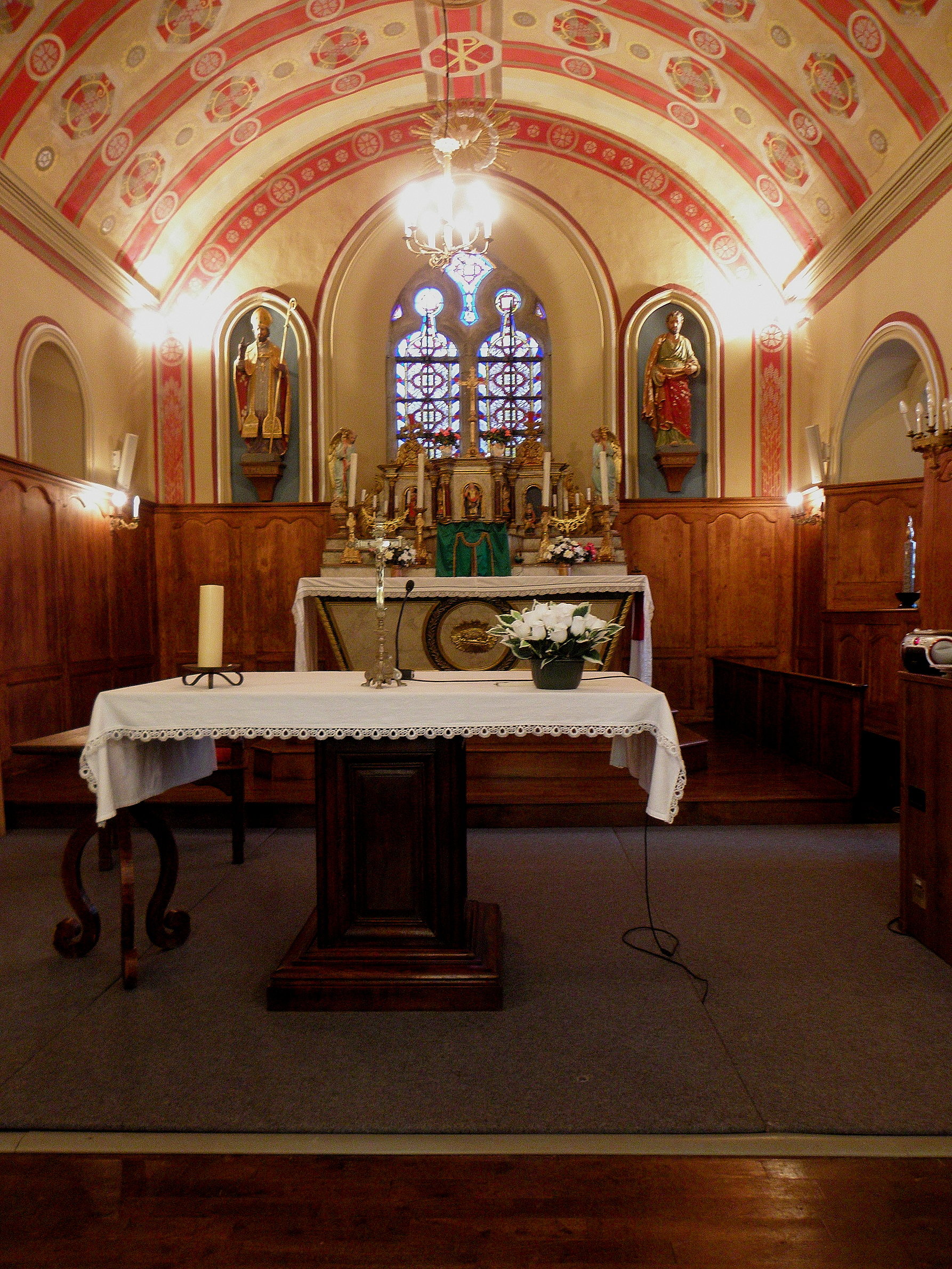
Innenansicht mit Chor

Die katholische Pfarrkirche St-Martin in Baillé, einer französischen Gemeinde im Département Ille-et-Vilaine in der Region Bretagne, wurde ursprünglich im 11. Jahrhundert errichtet.
Die dem heiligen Martin geweihte Kirche besitzt aus romanischer Zeit das schlichte Kirchenschiff. Der Chor wurde im 16. Jahrhundert umgebaut und der Glockenturm 1827 errichtet. Im 19. Jahrhundert wurde auch die Sakristei angebaut.